# Kenny Noyes

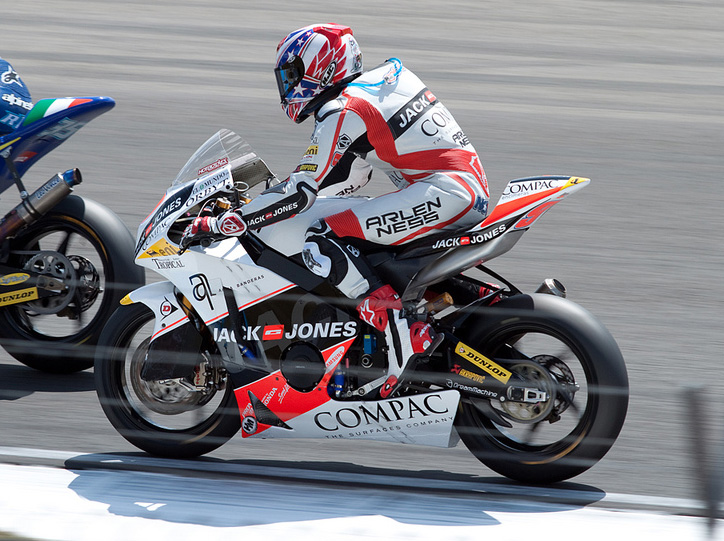
Kenny Noyes 2010 auf Promoharris bei der Dutch TT in Assen.

Kenny Noyes (* 19. Juni 1978 in Barcelona, Spanien) ist ein ehemaliger US-amerikanischer Motorradrennfahrer.

## Karriere
Zwar am gleichen Tag (19. Juni) wie die Motorrad-Weltmeister Kevin Schwantz und Chris Vermeulen geboren, führte der Weg von Kenny Noyes erst im Alter von über 30 in die Motorrad-Weltmeisterschaft. Doch bereits in seinem dritten Rennen holte er hier seine erste Pole-Position, und sein Karriereweg zeigt, warum. Denn bereits mit 17 Jahren stieg er professionell in den Motorradsport ein: er fuhr Dirttrack-Rennen und wurde US-Meister im Jahre 2000. Mit schmierigen Bodenverhältnissen geübt, stieg er daraufhin in den Straßen-Motorradrennsport um und zog nach Europa. Dass auch Dirt-Track-Rennen eine gute Schule sind, zeigte sich im Gewinn der spanischen Superstock-Meisterschaft 2003 und der spanischen Langstreckenmeisterschaft zwei Jahre später. 2008 und 2009 wurde er jeweils Vierter in der spanischen Formula Extreme, die mit 1000-cm³-Maschinen fährt, was eine gute Vorbereitung für einen Startplatz in der Moto2-Klasse der Motorrad-Weltmeisterschaft war. Seit 2010 fährt er dort auf einer Promoharris mit.

## Statistik

### Erfolge
- 2014 – Spanischer Superbike-Meister auf Kawasaki

### In der Motorrad-Weltmeisterschaft
| Saison | Klasse | Motorrad    | Rennen | Siege | Podien | Poles | Punkte | Ergebnis |
| ------ | ------ | ----------- | ------ | ----- | ------ | ----- | ------ | -------- |
| 2010   | Moto2  | Promoharris | 17     | –     | –      | 1     | 22     | 24.      |
| 2011   | Moto2  | FTR         | 17     | –     | –      | –     | 11     | 28.      |
| 2014   | Moto2  | TSR         | 1      | –     | –      | –     | –      | –        |
| Gesamt | Gesamt | Gesamt      | 35     | 0     | 0      | 1     | 33     |          |